# Prince of Persia: The Sands of Time
Prince of Persia: The Sands of Time is een videogame in de Prince of Persia-serie. Het is het eerste deel in de "Sands of Time-Trilogie". De game is ontwikkeld door Ubisoft Montreal, uitgegeven door Ubisoft en kwam in november 2003 uit voor PlayStation 2, Xbox, PlayStation Portable, Nintendo Gamecube, pc en Game Boy Advance.
Het succes van The Sands of Time leidde tot twee vervolgen, Prince of Persia: Warrior Within en Prince of Persia: The Two Thrones.

## Verhaal
Koning Shahraman en zijn zoon (de Prins van Perzië) verslaan, tijdens de reis naar de sultan van Azad, het machtige rijk van de Maharadja van India met behulp van de verraderlijke Indische raadgever, de Vizier.
Hier komen ze in het bezit van de 'Zandloper des Tijds' en de mysterieuze 'Dolk des Tijds'. De Prins ontdekt dat hij door middel van de Dolk de tijd enkele ogenblikken kan terugdraaien. Aangekomen in Azad presenteert koning Shahraman zijn cadeaus aan de sultan, waaronder de Zandloper. De Vizier weet de Prins ertoe aan te zetten met behulp van de Dolk de Zandloper te openen. Hij weet alleen niet dat hij hiermee een groot kwaad loslaat op het paleis van de sultan. Vervolgens ziet hij hoe iedereen in monsters (zandwezens) verandert, inclusief zijn vader. De Vizier dringt erop aan hem de Dolk geven, en beweert dat hij dit alles ongedaan kan maken. De Prins (wetend dat de Vizier niet is te vertrouwen) weigert en rent weg.
Hier begint zijn avontuur waarbij hij wordt vergezeld door Farah, de dochter van de maharadja. Zij zegt dat hij dit alles terug kan draaien, alleen moet hij eerst bij de Zandloper zien te komen. Terwijl ze op weg gaan naar de Zandloper krijgen ze een soort relatie.
Als ze eindelijk bij de Zandloper aangekomen zijn, zegt Farah dat de Prins alles kan terugdraaien door de Dolk in de Zandloper te steken. Hij twijfelt of Farah wel de waarheid spreekt omdat ze elke reden zou hebben om hem te haten. De Vizier is echter al ter plekke en de poging om alles te eindigen mislukt.
De Prins en Farah komen in een soort droomwereld terecht, waarin ze het spel der liefde bedrijven. Hierbij leert de Prins een geheim toverwoord van Farah. Later steelt Farah de Dolk en het zwaard van de Prins in zijn slaap om de Dolk zelf in de Zandloper te steken, maar laat haar medaillon achter voor de Prins om te voorkomen dat hij in een zandwezen verandert. De Prins gaat haar achterna en ziet Farah in moeilijkheden. Als ze op het punt staat om een diepe val te maken weet de Prins nog net het blad van de Dolk vast te pakken. Farah ziet het bloed van de Prins op de Dolk (doordat de Dolk voor een deel uit de hand van de Prins weggleed). Zij ziet in dat haar geliefde Prins het niet zou opgeven te proberen haar te redden van de val. Ze beseft dat ze zo allebei zouden omkomen en voelt zich ook schuldig voor haar verraad aan de man die ze liefheeft. Zij offert zichzelf op door de Dolk los te laten en valt. De Prins haast zich naar de kamer waar de Zandloper staat en ziet (tot zijn grote verdriet) dat Farah dood is.
Dan komt de Vizier weer in beeld en zegt tegen de Prins dat hij hem zal belonen met het eeuwige leven als de Prins hem de Dolk geeft. De Prins weigert weer en steekt dit keer de Dolk in de Zandloper, waardoor de tijd terugdraait naar de nacht voor het Perzische leger de stad van de maharadja wil aanvallen. Hij rent naar de stad en vertelt Farah (die door het terugspoelen van de tijd hem helemaal niet meer kent) hun verhaal en over het verraad van de Vizier.
De Vizier is al ter plekke en wil Farah doden en de schuld aan de Prins geven. Ze komen in een gevecht terecht waarin de Prins de Vizier verslaat.
Na het verslaan van de Vizier geeft de Prins de Dolk aan Farah en zegt haar deze goed te bewaken. Ze bedankt hem, maar zegt dat ze zijn verhaal niet gelooft. Als de Prins vertrekt vraagt Farah wat zijn naam is, waarop hij zegt: "Noem me maar Kakolookiyam.", een naam die Farah's moeder aan haar vertelde als ze bang was, het geheime toverwoord.

## Gameplay
Prince of Persia 'The Sands of Time' is een third-person action game. De Prins heeft verscheidene acrobatische bewegingen in het spel. Dit laat hij zien als hij vecht door allerlei combinaties met zijn zwaard te gebruiken, maar ook door bijvoorbeeld over zijn vijand heen te springen en hem van achteren aan te vallen.
Hij heeft als tweede wapen de 'Dolk des Tijds'.
Als hij een vijand op de grond heeft gekregen gebruikt hij de Dolk om het monster te doden.
De Dolk bezit ook magische eigenschappen en kan bijvoorbeeld de tijd terugspoelen.
Wanneer hij niet vecht, klautert hij op randen, balken en langs en tegen muren op.
Farah helpt de Prins met haar boog en wurmt zich door gaten in de muur waar de prins niet doorheen zou kunnen.

## Personages
- De Prins: de hoofdpersoon in het videospel. Heeft een grote fout gemaakt door de Zandloper des Tijds te openen. Hij begint een avontuur om de Vizier te stoppen en alles terug te draaien.
- Farah: de dochter van de maharadja. Wordt als slavin van haar huis weggevoerd om als cadeau aan de sultan van Azad te worden gegeven. Later vergezelt ze de Prins tijdens zijn avontuur en langzaam krijgen de twee een hechtere relatie.
- De Vizier: is eerst dienaar van de maharadja maar verraadt zijn meester. Hij wil door de Dolk onsterfelijk worden. Het enige probleem is dat de Prins die in handen heeft. Hij weet de Prins er wel toe aan te zetten dat hij de Zandloper opent en zo iedereen in het paleis in zandwezens verandert.
- Koning Shahraman: de koning van Perzië. Is op reis naar de sultan van Azad en verslaat op weg daarheen de maharadja. Als de Zandloper wordt geopend, verandert ook hij in een zandwezen en komt zelfs tegenover zijn eigen zoon te staan.

## Ontvangst
Prince of Persia 'The Sands of Time' werd goed ontvangen door meerdere critici en werd door IGN zelfs gekozen tot game van het jaar 2003.
| \| Recensiescore \| Recensiescore \| \| Recensieverzamelaar \| Score \| \| ------------------- \| -------------------------------------------------------------------------------- \| \| GameRankings \| (Xbox) 92,67%[1] (NGC) 92,12%[2] (PS2) 91,94%[3] (pc) 88,59%[4] (GBA) 72,77%[5] \| \| Metacritic \| (Xbox) 92/100[6] (NGC) 92/100[7] (PS2) 92/100[8] (PC) 89/100[9] (GBA) 75/100[10] \| \| Publicist \| Score \| \| Power Unlimited \| (PS2) 94/100[11] (pc) 89/100[12] (GBA) 74/100[13] (NGC,Xbox) 94/100[14] \| |                                                                  |
| Recensiescore |                                                                  |
| Recensieverzamelaar | Score                                                            |
| GameRankings | (Xbox) 92,67% (NGC) 92,12% (PS2) 91,94% (pc) 88,59% (GBA) 72,77% |
| Metacritic | (Xbox) 92/100 (NGC) 92/100 (PS2) 92/100 (PC) 89/100 (GBA) 75/100 |
| Publicist | Score                                                            |
| Power Unlimited | (PS2) 94/100 (pc) 89/100 (GBA) 74/100 (NGC,Xbox) 94/100          |

## Trivia
- Het spel is opgenomen in het boek 1001 Video Games You Must Play Before You Die van Tony Mott.